# حافظ على هدوئك واستمر
حافظ على هدوئك واستمر (بالإنجليزية: Keep Calm and Carry On)‏ هو ملصق أنتجته حكومة المملكة المتحدة عام 1939 خلال بداية الحرب العالمية الثانية، بهدف رفع معنويات الشعب البريطاني عندما حدث الغزو النازي لبريطانيا.

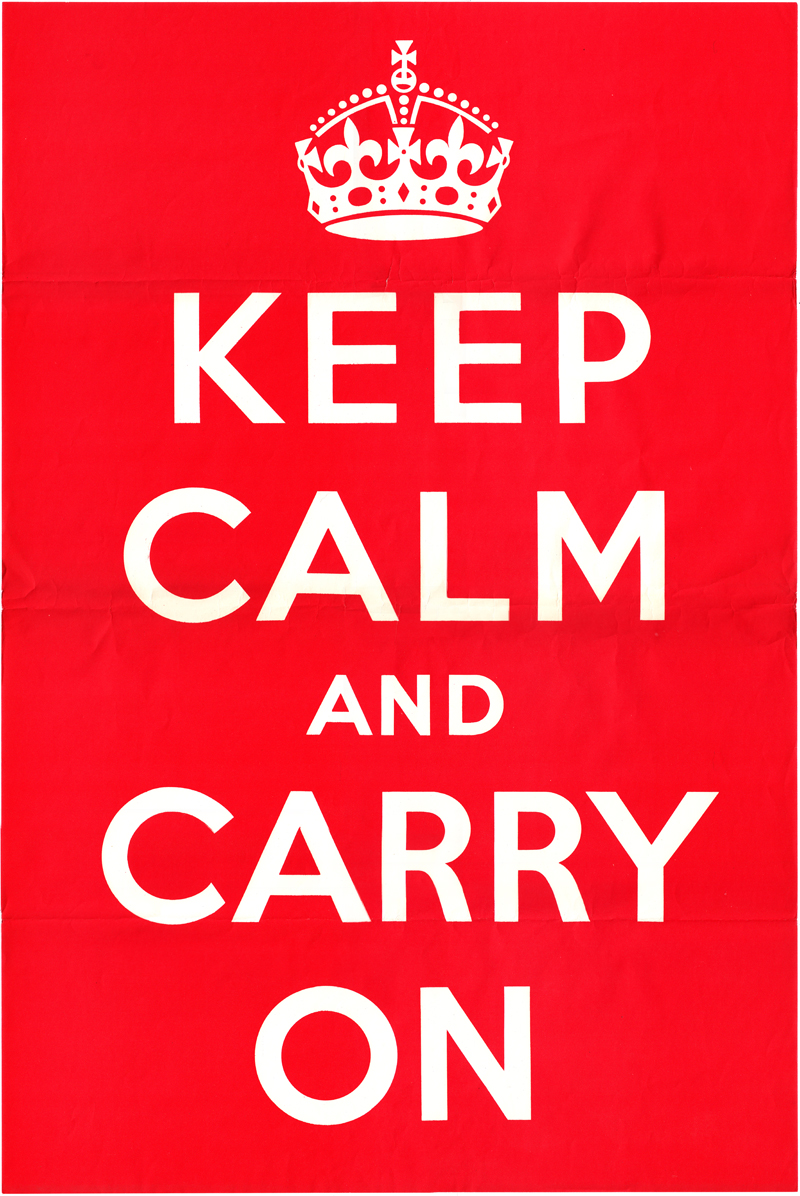
الملصق الأصلي 1939 «حافظ على هدوئك واستمر»

## معرض صور

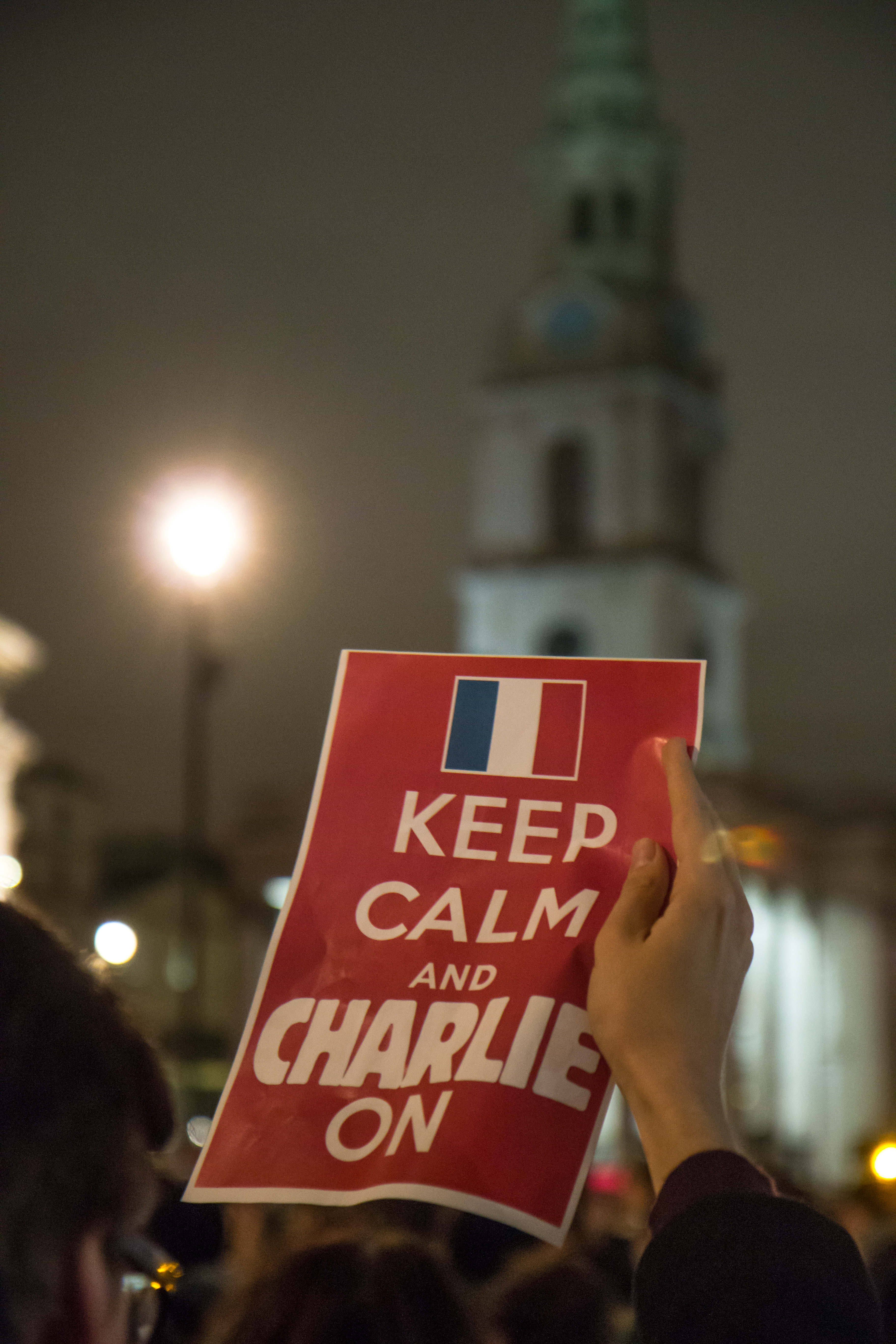
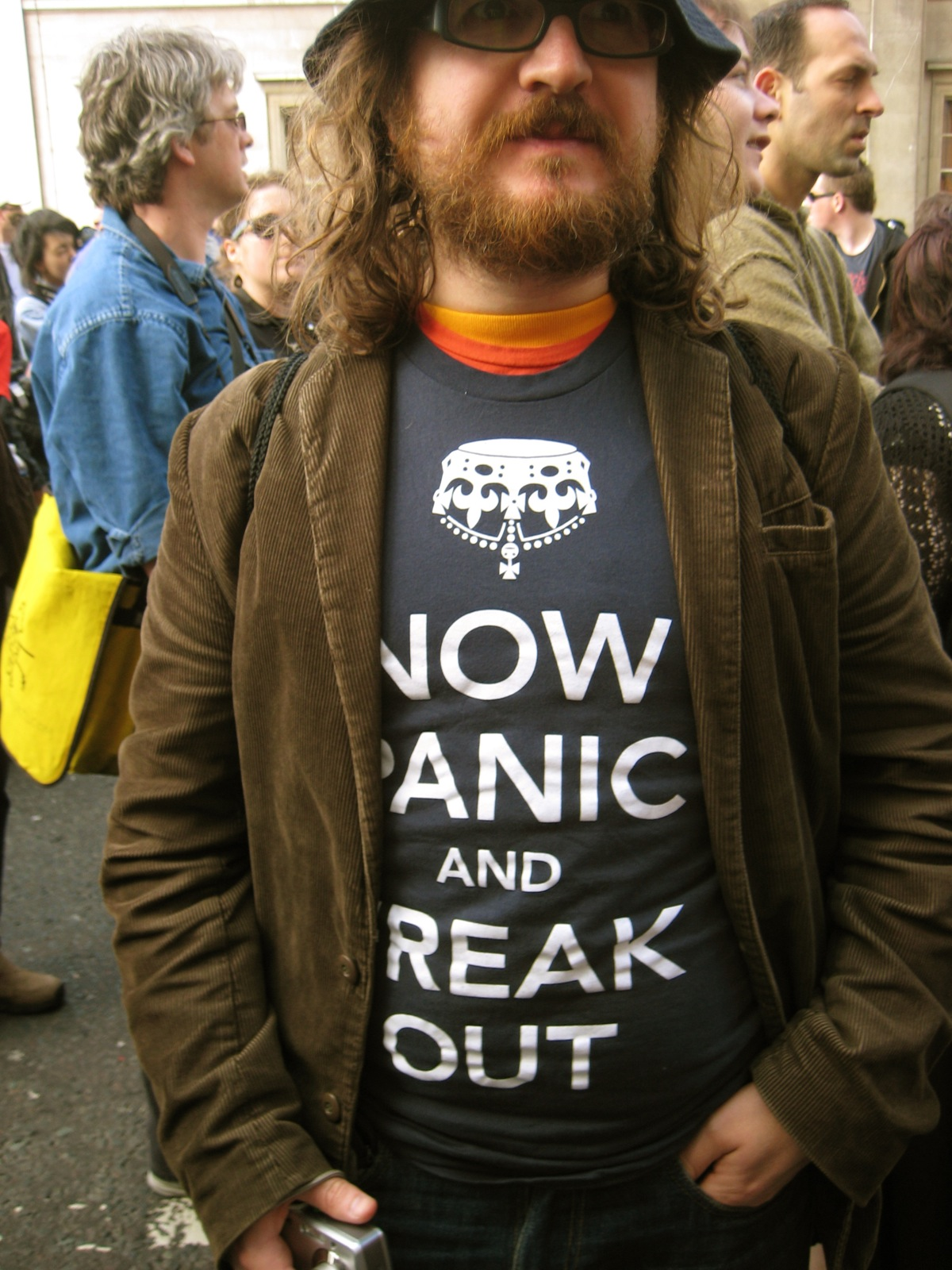
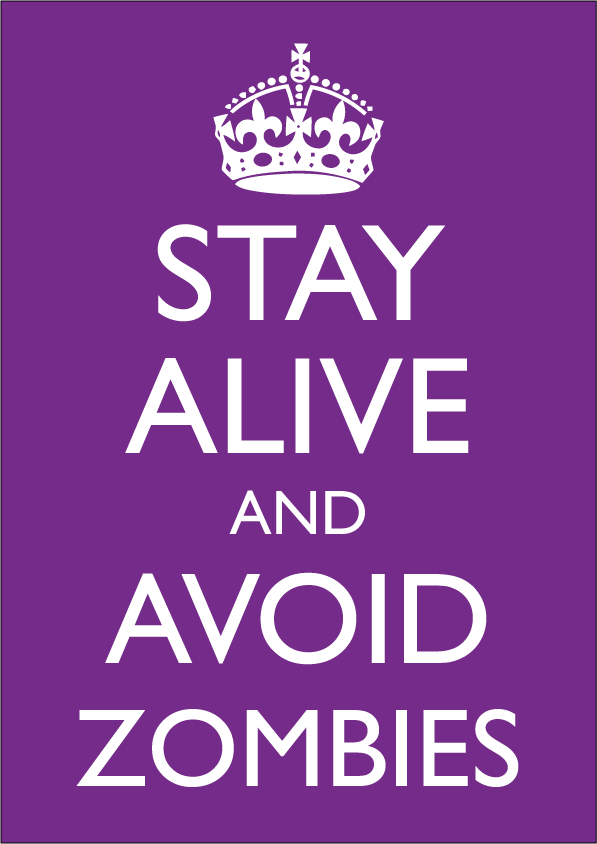

## وصلات خارجية
- صورة لملصق «حافظ على هدوئك واستمر» على الموسوعة الإنجليزية